# 景平駅
景平駅（けいへいえき）は台湾新北市中和区にある台北捷運環状線の駅。板新路と中山路一段の交差点南西側に位置する(p167)。ホーム以外に設定される駅空間のテーマカラーは「■滲透（藍、Pantone542C）」(p91)。

## 歴史
- 2011年5月25日 - 起工[3]
- 2019年12月 - 開業予定[4]。
- 2020年
  - 1月19日 - 時間帯限定で無料試乗開始[5]
  - 1月31日 - 開業（10時式典、14時運行開始、2月末までは無料）[6][7]。
- 2023年
  - 1月30日、台北捷運公司が請け負っていた環状線西環段の運営委託契約が満了し、翌日付で資産は新北市側に移転（2期延伸時に改めて全区間の運営権がどちらかに一本化されるまでの暫定処置）したが[8]、本路線の移管には交通部の承認が必要なため、実際の移管完了にはさらに半年程度を要することとなった[9]。
  - 5月23日、環状線西環段の運営権について、台北捷運公司から新北捷運公司への移管作業が正式に完了し、交通部の承認も下った[10]。

## 駅構造
相対式ホーム2面2線の高架駅。(p146)。フルスクリーンタイプのホームドア設置駅(pp157)。
秀明里と秀士里に跨る景平路上、台64線（八里新店快速道路）高架の更に上（ホームは地上から14メートル）にあり、幅21.3メートル、全長92.6メートルの駅舎があり、ホーム長は約80メートル。
出口は南側に1ヶ所が商業施設と一体化して設置される(pp160-161)。

### 駅階層
|           |                               |                                            |
| 地上 五階 | 連絡通路                      | 跨線橋                                     |
| 地上 四階 | 相対式ホーム 右側のドアが開く | 相対式ホーム 右側のドアが開く              |
| 地上 四階 | 1番ホーム                     | ← 環状線 板橋・新北産業園区方面（景安駅）  |
| 地上 四階 | 2番ホーム                     | →環状線 大坪林方面（秀朗橋駅）→            |
| 地上 四階 | 相対式ホーム 右側のドアが開く |                                            |
| 地上 四階 | コンコース層（2番ホーム方）   | コンコース、窓口、自動券売機、改札口、便所 |
| 地面      | 出入口層                      | 出入口                                     |

### 駅出口
- 出口1：景平路

## 利用状況
| 年   | 年間      | 年間      | 年間      | 年間   | 1日平均 | 1日平均 |
| 年   | 乗車      | 下車      | 乗降車計  | 出典   | 乗車    | 乗降車  |
| ---- | --------- | --------- | --------- | ------ | ------- | ------- |
| 2020 | 1,000,020 | 1,108,423 | 2,108,443 | [ 11 ] | 2,874   | 6,059   |
| 2021 | 645,986   | 677,317   | 1,323,303 | [ 11 ] | 1,770   | 3,625   |
| 2022 | 1,096,038 | 1,196,667 | 2,292,705 | [ 11 ] | 3,003   | 6,281   |

## 駅周辺

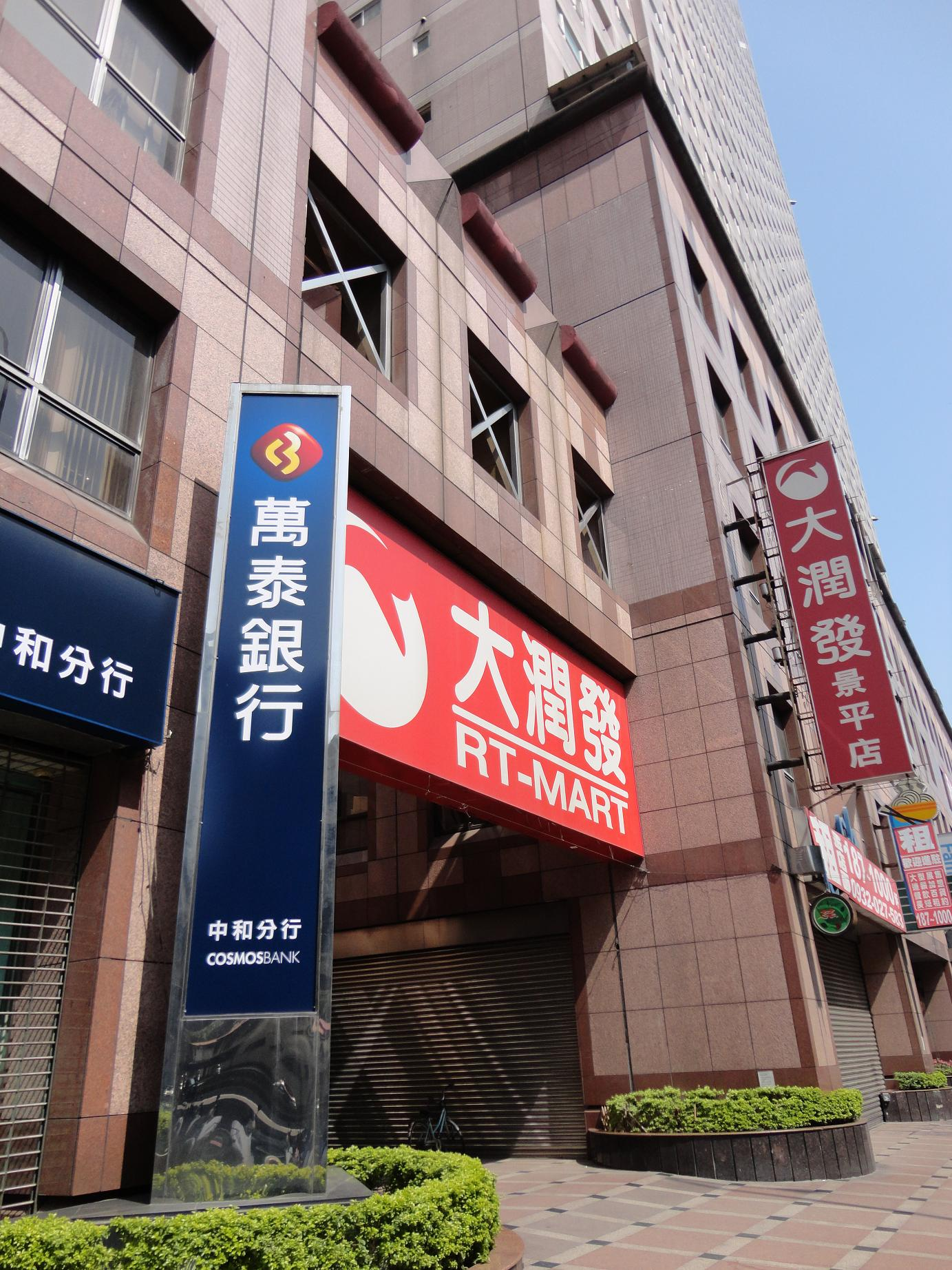
大潤発景平店

- 保安警察第二総隊
- 新北市私立智光高級商工職業学校（中国語版）
- 智光黄昏市場
- 新北市立景新国民小学
- 新北市秀山国民小学（中国語版）
- 東森購物
- 大潤発（中国語版）景平店
- YouBike（新北市公共自転車（中国語版）） 捷運景平駅

- 大潤発景平店

## 隣の駅
新北捷運
 環状線
秀朗橋駅 Y9 - 景平駅 Y10 - 景安駅 Y11

### 註釈
1. ↑  平均は1/19からの348日で算出